# Флаг Еревана
Флаг Еревана — официальный флаг города Ереван, столицы Армении. 
Флаг используется в органах городского самоуправления и исполнительной власти города. Флаг утверждён в 2004 году на заседании Совета Еревана. Соотношение ширины и длины флага 1:2. Соавторами флага являются Карапет Абрамян и Карапет Пашян. Флаг имеет прямоугольный белый фон. В центре флага изображён герб Еревана, окруженный красными треугольниками, которые символизируют 12 исторических столиц Армении.